# Sonate en la majeur (Scarlatti, ms. Lisbonne)

La sonate en la majeur (K. deest), est une œuvre pour clavier du compositeur italien Domenico Scarlatti. Non répertoriées par Kirkpatrick en raison de leur découverte récente, les sonates dites « K. deest » (manquant), représentent environ une soixantaine de sonates, selon Christopher Hail.

## Présentation
La sonate en la majeur K. deest, notée Allegro, figure dans deux manuscrits. Le manuscrit de Lisbonne, copié en 1752, est découvert en 1982 et le manuscrit Cary a été acquis par la Morgan Library en 2011. Les deux sources montrent quelques variantes. À Lisbonne, elle se trouve au sein d'une soixantaine de sonates dont l'authenticité est bien établie et il n'y a aucune raison de douter de celle-ci.
Christopher Hail situe la composition de l'œuvre dans sa période portugaise (1720–1725), avec un style très proche de Seixas (par exemple le troisième mouvement de la sonate de même tonalité, no 26 de l'édition de Gerhard Doderer, ms. MM338:B2).

## Manuscrits
Le manuscrit principal est le numéro 25 du manuscrit de Lisbonne (ms. FCR/194.1) ; une autre copie figure à la Morgan Library, manuscrit Cary 703 no 49, fo 64, copié en 1756.

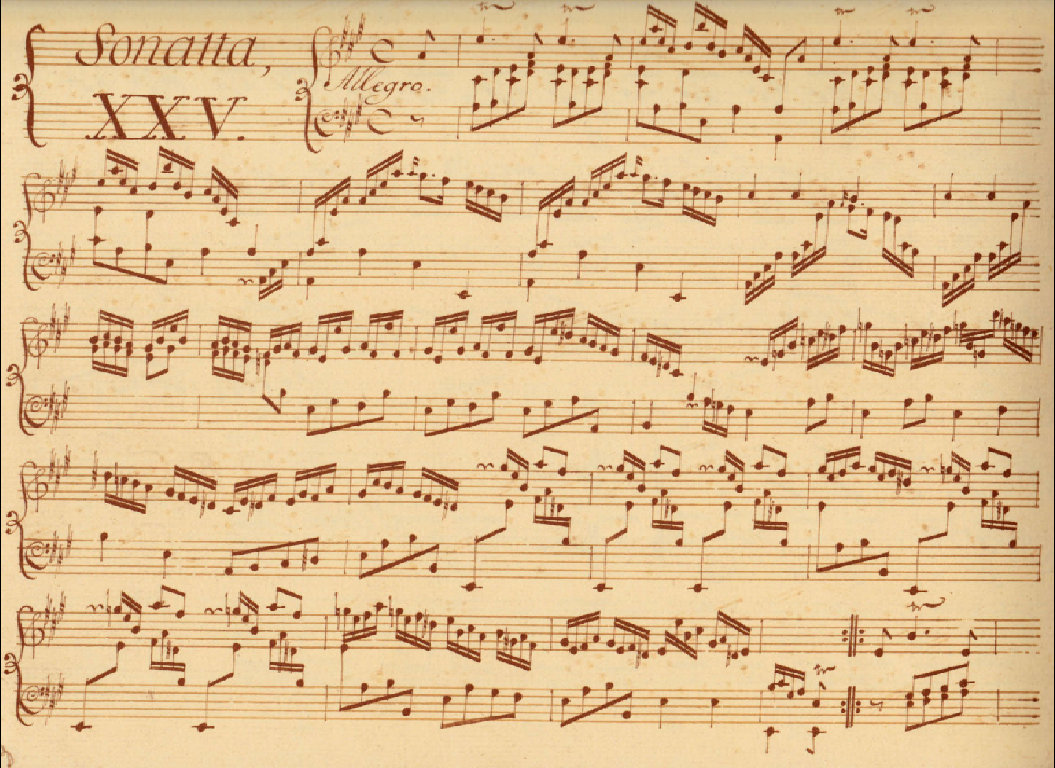
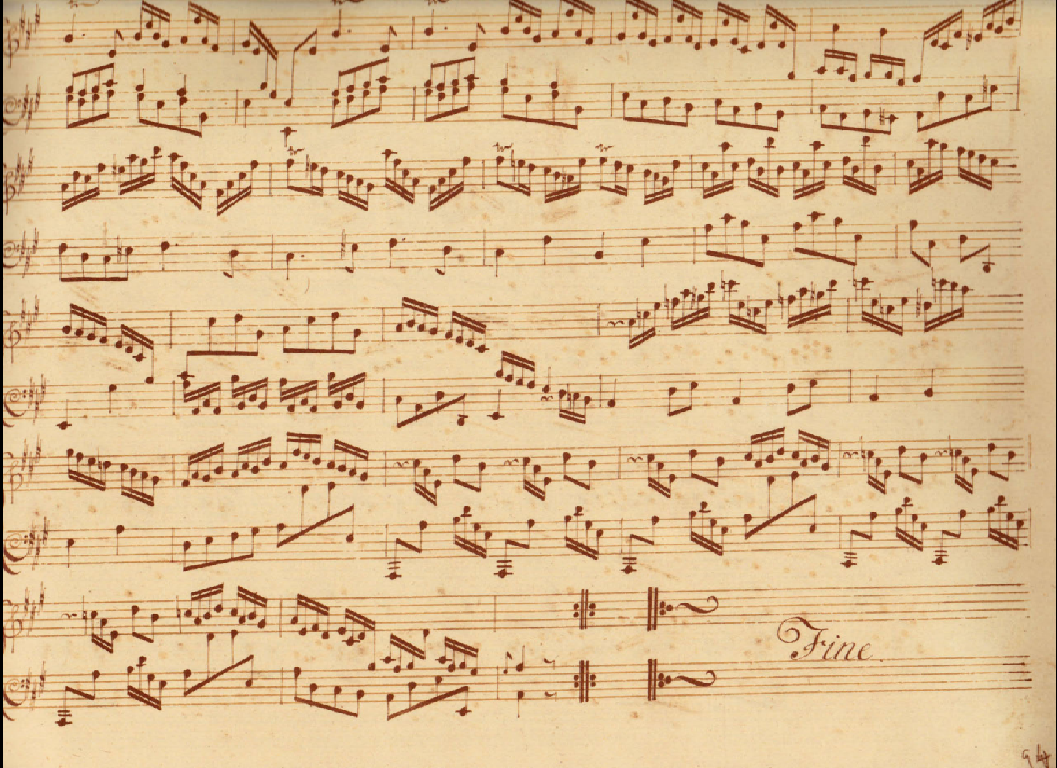

## Interprètes
La sonate en la majeur (K. deest), est défendue au clavecin par Mayako Soné (1993, Erato) et Richard Lester (2003, Nimbus, vol. 3).

## Sources
: document utilisé comme source pour la rédaction de cet article.
- Gerhard Doderer, « Aspectos novos em torno da estadia de Domenico Scarlatti na corte de D. João V (1719-1727)/New Aspects Concerning the Stay of Domenico Scarlatti at the Court of King John V (1719-1727) », dans Domenico Scarlatti: Libro di tocate per cembalo (facsimile), Lisbonne, Instituto Nacional de Investigação Científica, 1991, 53 et 218 p. (OCLC 145024578), p. 27–34.
- Malcolm Boyd, « Sonates pour clavier inconnues », p. 9, Erato/Apex (2564 69896-8), 1994 (OCLC 31201166) .
- (es) Celestino Yáñez Navarro (thèse), Nuevas aportaciones para el estudio de las sonatas de Domenico Scarlatti. Los manuscritos del Archivo de Música de las Catedrales de Zaragoza, Université autonome de Barcelone, 2016 (lire en ligne)